# Charles Luckman
Charles Luckman, född 16 maj 1909 i Kansas City, död 26 januari 1999 i Los Angeles, var en amerikansk affärsman och arkitekt. Han är känd för att ha ritat byggnader över hela USA. Bland hans verk kan nämnas Theme Building, Prudential Tower, Madison Square Garden och The Forum. 
Han utsågs till "Boy Wonder of American Business" av tidskriften Time när han var ordförande för Pepsodent 1939. Genom förvärv blev han senare ordförande för Lever Brothers. Luckman kom senare att samarbeta med William Pereira och bilda arkitektbyrån Pereira & Luckman 1950. Pereira & Luckman upplöstes 1958 och Luckman bildade därefter Charles Luckman Associates. 
Han utsågs till att var med i presidentens kommitté för medborgerliga rättigheter under Truman-administrationen samt var ordförande för Citizens Food Committee  och Freedom Train, som båda genomförde hjälpinsatser i Europa. Som ett resultat av sitt arbete i Europa förärades Luckman med Brittiska Johanniterorden; dessutom var Luckman en aktiv anhängare av folkbildning.
Charles Luckman dog 1999 i sitt hem i Los Angeles, vid en ålder av 89 år.

## Galleri

Prudential Tower i Boston.
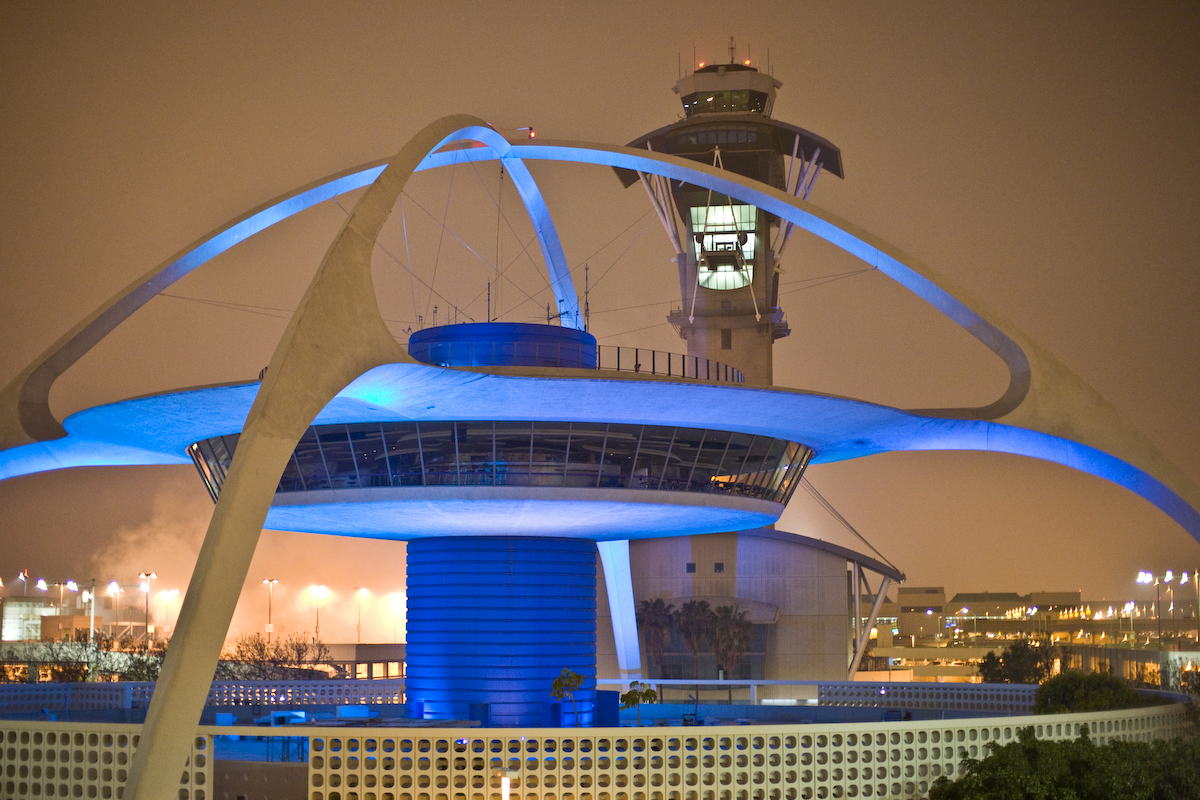
Theme Building i Los Angeles.
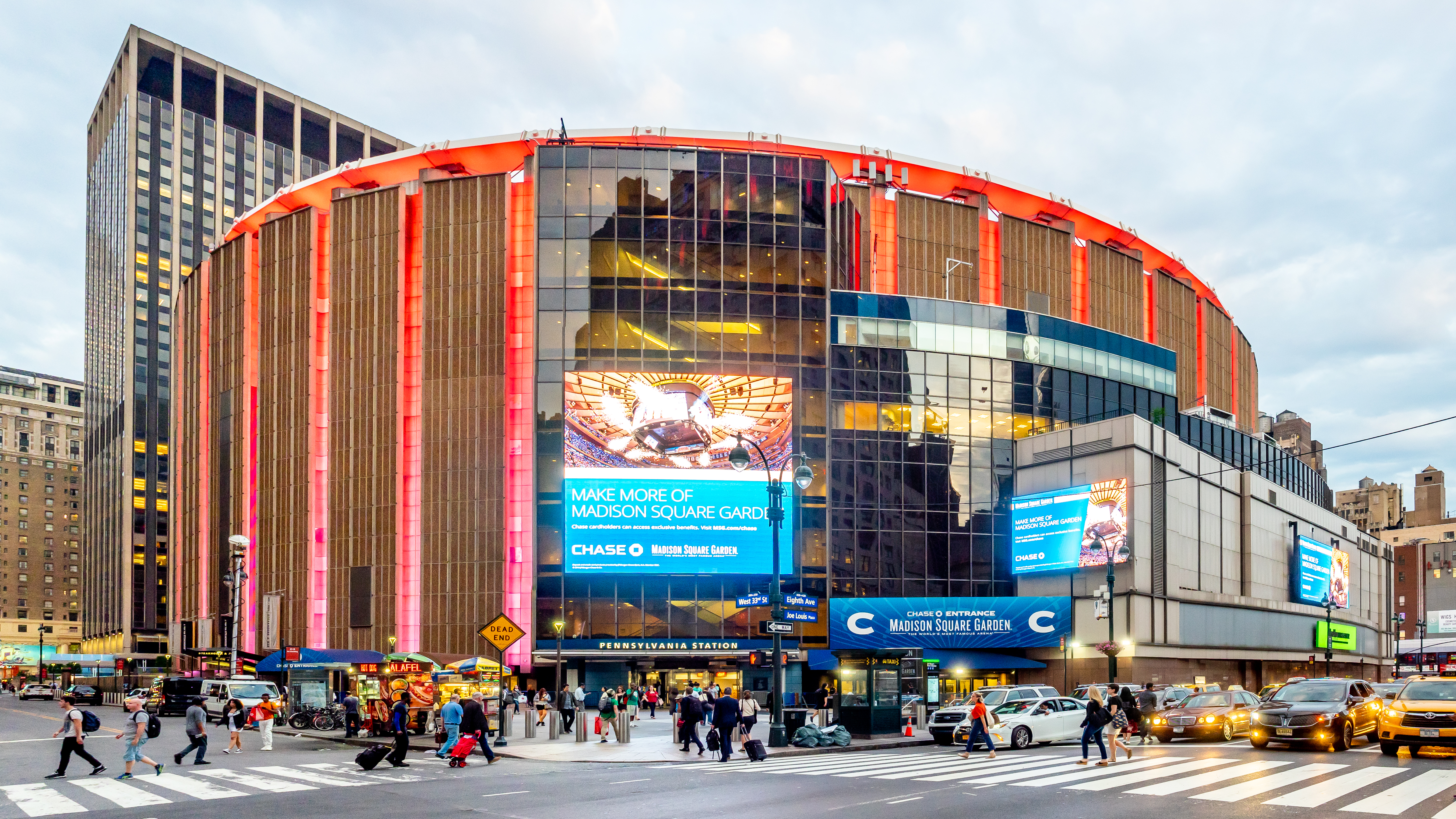
Madison Square Garden i New York.
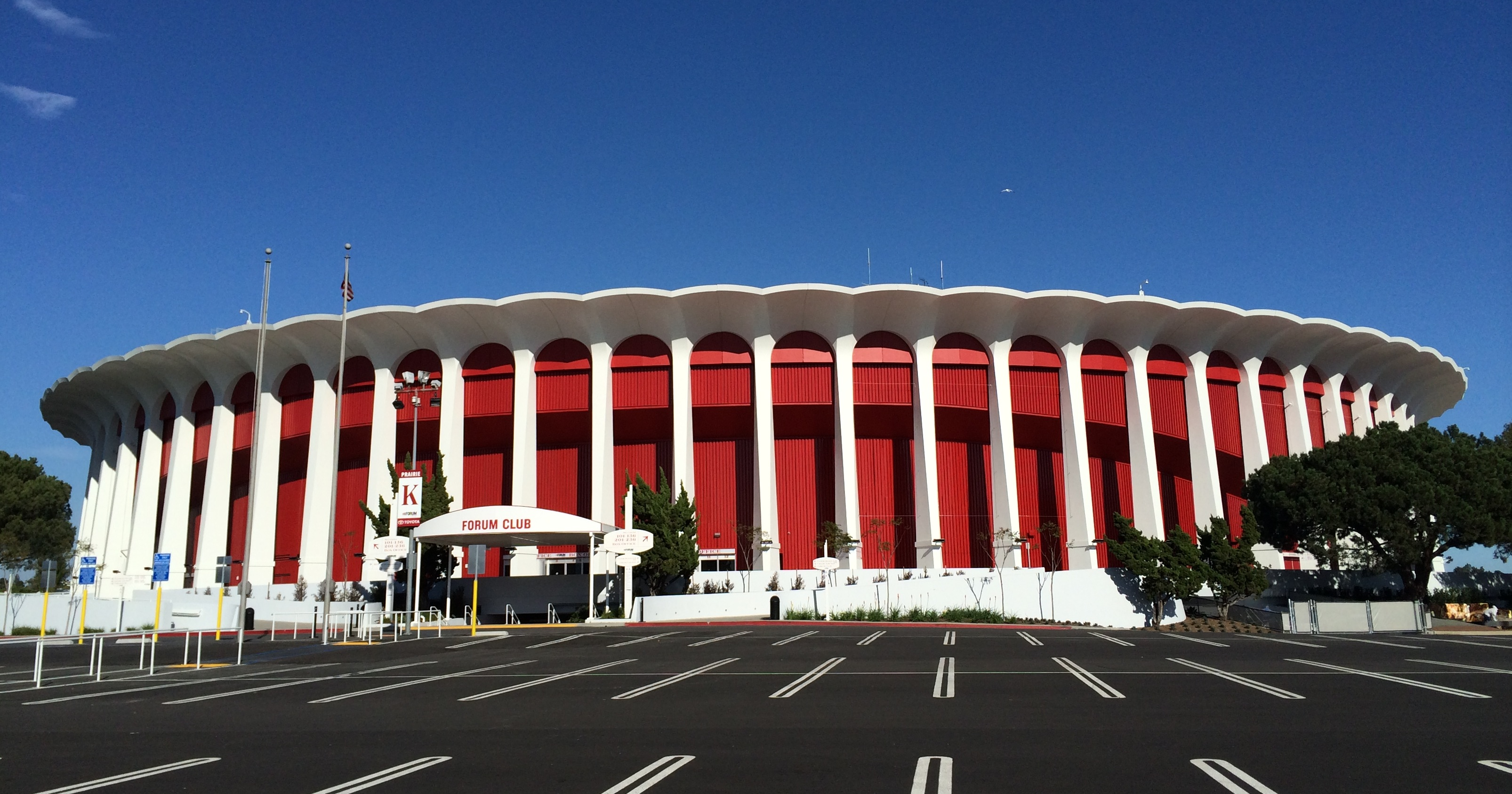
The Forum i  Inglewood.